# Lycosa elysae
Lycosa elysae là một loài nhện trong họ Lycosidae.
Loài này thuộc chi Lycosa. Lycosa elysae được Tongiorgi miêu tả năm 1977.